# Bror Wesslau
Bror Hemming Wesslau, född 15 juli 1841 på Gåsevadholms slott i Tölö socken, Halland, död 13 januari 1900 i Berlin, var en svensk ingenjör och uppfinnare.
Wesslau genomgick Chalmers slöjdskola på 1850-talet och blev associerad till Alex. Keiller & co:s mekaniska verkstad i Göteborg. 1862 emigrerade han till Tyskland, där han anställdes vid Vulcan i Stettin. Från 1876 var han överingenjör och direktör vid Siemens & Halske i Berlin. Han gjorde bland annat  planerna för firmans nya kabelverk, ett av samtidens största.

## Familj
Bror Wesslau var son till förvaltaren Petter Wesslau och Wilhelmina Amalia Ström. Han var gift med Paula Ruhnke. Hans Hemming Wesslau var hans farbror.